# Динамічне гальмування
 Динамічне гальмування (електродинамічне гальмування) — вид гальмування асинхронних електродвигунів, при якому обмотка статора відключається від джерела змінного струму і включається на постійну напругу.
Цей гальмівний режим використовується для точної зупинки двигунів. На час гальмування обмотка статора відключається від мережі змінної напруги і підключається до джерела з постійною напругою. При цьому обмотка статора створюватиме постійне не рухоме магнітне поле. При обертанні ротора відносно цього магнітного поля змінюється напрямок ЕРС і напрямок струму ротора, що призведе до зміни напрямку електромагнітного моменту, тобто він стане гальмівним. Під дією цього моменту виникає гальмування. Кінетична енергія обертаючих частин переходить в теплову, яка виділяється в колі ротора за рахунок струмів, індукованих в ній не рухомим полем статора. Змінюючи величину напруги підведеної до обмотки статора, можна регулювати величину гальмівного моменту. Основною перевагою цього гальмівного режиму є точна зупинка. Постійну напругу можна підводити до обмотки статора тільки на час гальмування. Після зупинки двигун треба відключити від мережі постійного струму. 
Цей вид гальмування застосовується, в підйомно-транспортних машинах, в електротранспорті та ін.

## Дивись також
- Електричне гальмування